# Dicranota (Amalopina) elegantula
Dicranota (Amalopina) elegantula is een tweevleugelige uit de familie Pediciidae. De soort komt voor in het Oriëntaals gebied.